# 澎湖跨海大橋
澎湖跨海大橋（ほうここかいおおはし）は台湾澎湖県にある、澎湖諸島の白沙島（白沙郷）と漁翁島（西嶼郷）を隔てる吼門水道に架かる県道203号の海上道路橋。
西嶼と外海を結ぶ唯一の橋であり、澎湖諸島の重要な交通手段となっている。改築を経て2,160メートルから2,600メートルとなり、台湾初の海上橋かつ台湾最長の橋でもある。本土彰化県と雲林県の境に架かる西螺大橋とともに「遠東第一長虹」の別名をもつ。なお行政院などで『完成時において東アジア初の海洋大橋だった』旨を謳っているが、これは解釈基準の違いによる表現と考えられる。

## 沿革
跨海大橋開通前は2島間の唯一の公共交通手段は吼門水道を通過するフェリーだった。この海域は平均3m/sと潮流が速く、季節風の影響で冬季はさらにその勢いを増すため、欠航することも多かった。1960年から台湾省政府による長年の調査を経て1965年4月に着工、1970年に竣工、開通した。これにより住民は2島間の往来や西嶼住民の澎湖本島へのアクセスは危険な海路を避けて安定的なものとなった。2001年に行政院文化建設委員会（現・文化部）主催の台湾歴史建築百景に選出されたほか、2003年に旧橋が県の文化資産（歴史建築）に指定された。

## 構造

### 初代
陸上のアプローチ・スパン部3,061メートル、海上築堤320メートル（幅8メートル）、橋梁部2,160メートル（橋脚74本、橋桁76本）の総延長5,514メートルだった(p15)。
観光需要を見込んで白沙島側通梁古榕に通ずる支線345メートル（幅5.1メートル）を含んでいた(p15)。幅5.1メートルで対面通行だったことから、橋上7ヶ所に幅8メートルの待避レーンが併設されていた。20トンの車両に対応し、下部は200トンの船舶航行が可能だった。長年の潮汐や海風の浸食、軍用を含む大型車の交通量の増大により、次第に劣化が目立つようになり、1983年から1996年にかけて段階的に改築が行われた(p15)。
公路総局は延命を図るべく様々な手段を講じ、1977年より再塗装、翌1978年に橋桁6本が架けかえられた。1984年から国内の業者6社によって6工区で異なる工法での防腐処理を行って経過観察をしたところ、効果に疑問符がつけられた(p15)。
同年より橋そのものを再建することが決定したが、軍部は安全上の理由により全区間築堤式での再建を要求した。しかし澎湖湾の水位・水流・生態・漁業への影響が大きいとして外部に委託することになった(p15)。

### 二代目
中華顧問工程司および国立台湾大学海洋研究所、国立成功大学水利研究所の調査研究と漁民の建議により、両端をコンクリートによる完全防水の築堤、中間部分を捨て石で覆われたリップラップ式とする方式が決定された(p15)。北東側の白沙方は桁長40メートルの2本のアーチ橋、南西側の西嶼方の桁長50メートルの鋼橋、桁長30メートル3基のコンクリート橋で橋梁下を船舶が航行できる区間340メートルを確保している(p15)。
1991年に中間区間が施工された際に県の要求でリップラップ式の築堤部分609メートルは桁長30メートルごとの20基の橋桁に改められ、船舶が下部を航行できる区間は940メートルに拡大した(p15)。
3段階に分けて工事は進められ、第一段階は総事業費2億1,700万元を投じて1984年7月12日に起工、1987年8月31日に完工(pp16-17)。
第二段階は第1期が1987年9月1日に起工、1993年2月10日に完工。第2期は1991年3月11日に起工、1995年6月20日に完工した(pp16-17)。
同年10月より旧橋橋桁の撤去作業が始まり、1996年3月14日に完了し、当時の総統李登輝も祝賀に参列した。第二段階で8億3,000万元が投じられ、総事業費は10億2,800万元となった(pp16-17)。
改築後は橋梁区間975メートル、築堤部分1,519メートルの全長2,494メートルとなった。橋面高さは13メートルで、拡幅された路面は幅9.5メートルの上下計2車線の自動車レーンと幅3.5メートルの歩道で構成されている。

### 記念碑
白沙郷側には落成紀念碑には以下のように記されている。
『津梁之制，肇自姬周；川衡設官，事有專屬。鄭子產□乘輿濟人溱洧，孟軻譏□惠而不知為政；必曰歲十一月徒杠成，十二月輿梁成，而後民不病涉，是知政。尚經野視，交通為要，圖其所由來者遠矣！澎湖當臺湾海峽之衝，夙稱形勝；自民國三十四年臺員光復後，設縣治於馬公，凡轄大小島嶼六十有四。其人口則多聚居馬公、白沙、西嶼三島，周環巨浸，渺各一方，往往濁浪排空，商旅不行，居民輒有望洋之嘆。元首蔣公□袵席斯民為念，爰命臺灣省政府公路局成立澎湖跨海大橋工程處，鳩工庀材、籌建大橋，俾聯三島為一體，□宏利涉。其名曰「跨海」者，蓋紀實也。經始於民國五十四年五月，迄五十九年十二月方告竣事。橋長二千一百六十公尺，附□海中路堤二百二十公尺，陸上新路三千零六十一公尺，大榕樹支線三百四十五公尺，共費新台幣一億四百五十萬元。仰賴元首諄諄督導，用能員工效命，軍民協力□底於成；其間憑險作固，措設維艱，迨有為臆度所不及者。今災祛鯨口、地縮虹腰，俯浩淼之；滄溟穹窿之懸，磴車不濡軌，人慶安瀾；不惟有裨經濟之擴展，文化之交流，且於政令宣達、軍實轉輸尤臻便捷，他若風物清美、足備游觀，特其餘事焉耳。萬轍未同、康衢載詠，寧彼徒杠、輿梁所克擬哉。履斯』
また、紀念碑とは別に刻石後記もあり、こちらは以下のように記されている。
『建築橋梁，便利交通，周代早有規制，是知我國自古保民便民，即以交通建設為首要。春秋時代，鄭子產為相，曾用其乘輿濟渡行人，孟子笑其不事修橋架梁，實乃好行小惠，殊非為政之道！澎湖當臺灣海峽之衝，形勢險要，而交通不便，民國卅四年，臺灣光復，設縣治於馬公，轄大小島嶼六十有四，人口多聚居於馬公、白沙、西嶼三島，其間互隔大海，通行困難，每值風季，巨浪排空，舟行尤險。 總統蔣公有見及此，為謀島民交通便利，特命臺灣省政府籌建跨海大橋，以利民行。臺灣省交通處公路局承辦此項工程，於民國五十四年興工，至五十九年十二月乃告完成。橋長二千一百六十公尺，附建海中陸堤三百二十公尺，陸上新路三千零六十一公尺。大榕樹支線三百四十五公尺，共費新臺幣一億又四百五十萬元。此皆由於總統德意之所感召，凡百同心，軍民協作，員工效命，故能剋期完竣。回溯工程進行期間，幾經險阻，而終能突破重重之困難，不僅表現堅苦卓絕之精神，實亦克奏移山填海之神功！今日長虹臥波，落霞映海，添觀光之勝景，免商旅之艱難，無舟楫波濤之患，得軍民轉輸之利，口碑載道，豈偶然耶。 大慶忝主省政，接力以赴，樂觀厥成，尤深欣辛！惟覺果能以此建橋跨海之精神，併力於全面經建之』
対岸の西嶼郷には事業中の殉職者を追悼する紀念碑もあり、以下のように記されている。
『澎湖跨海大橋自五十四年五月興工，五十九年十二月竣工，歷時五載有半。由於地處海島，天候莫測，浪高流急，艱險萬分；施工中迭遭意外，先後殉難計凡七人。際茲大橋工竣，行旅稱便之日，緬懷殉難諸君冒險犯難之精神、捨身成仁之典範，殊堪矜式！謹勒石誌念，用示不忘。 謹錄殉難諸君芳名如下： 一、民國五十六年十一月二日方舟翻覆殉難者： 鄭分提，男，民國五年一月十日生，澎湖縣白沙鄉人。 陳月明，男，民國十一年十二月二十日生，澎湖縣白沙鄉人。 黃學勇，男，民國十八年一月五日生，花蓮縣壽豐鄉人。 蔡江福，男，民國廿四年十一月六日生，臺中縣清水鎮人。 賴添隆，男，民國卅八年六月一日生，桃園縣中壢市人。 二、民國五十九年五月六日大梁墜海殉難者： 溫永森，男，民國廿八年一月一日生，苗栗縣南庄鄉人。 三、民國五十九年五月廿四日第卅五號橋墩因安裝模板落海殉難者： 黃水秀，男，民國廿一年五月廿六日生，臺中縣東勢鎮人。 臺灣省政府交通處公路局局長李錫煜敬立。 中華民國五十九年十二月二十五日。』

## 観光
跨海大橋は両端陸地側の半円状のアーチゲートが著名な観光地となっている。アーチ部には蔣介石による『澎湖跨海大橋』の揮毫がある。
中間部の吼門水道では馬公、西嶼、白沙、四角嶼、桶盤、虎井嶼が一望でき。
白沙側では通梁古榕とツーリストセンターの漁翁島遊客中心の観光拠点がある。
近年ではアイアンマン世界選手権大会の予選としてのアイアンマン・トライアスロン大会のバイクコースや、澎湖跨海マラソンの経路にも組み込まれている。橋上の強風もコースの特徴。

## 公共交通
路線バス
澎湖県公車外垵線が馬公市街地から3つの島を跨ぐ路線バスを運行している。
跨海大橋両端で『跨海大橋』『橋頭』2ヶ所の停留所がある。
定期観光バス
馬公市街地および馬公空港から台湾好行媽宮・北環線が発着している。

## ギャラリー

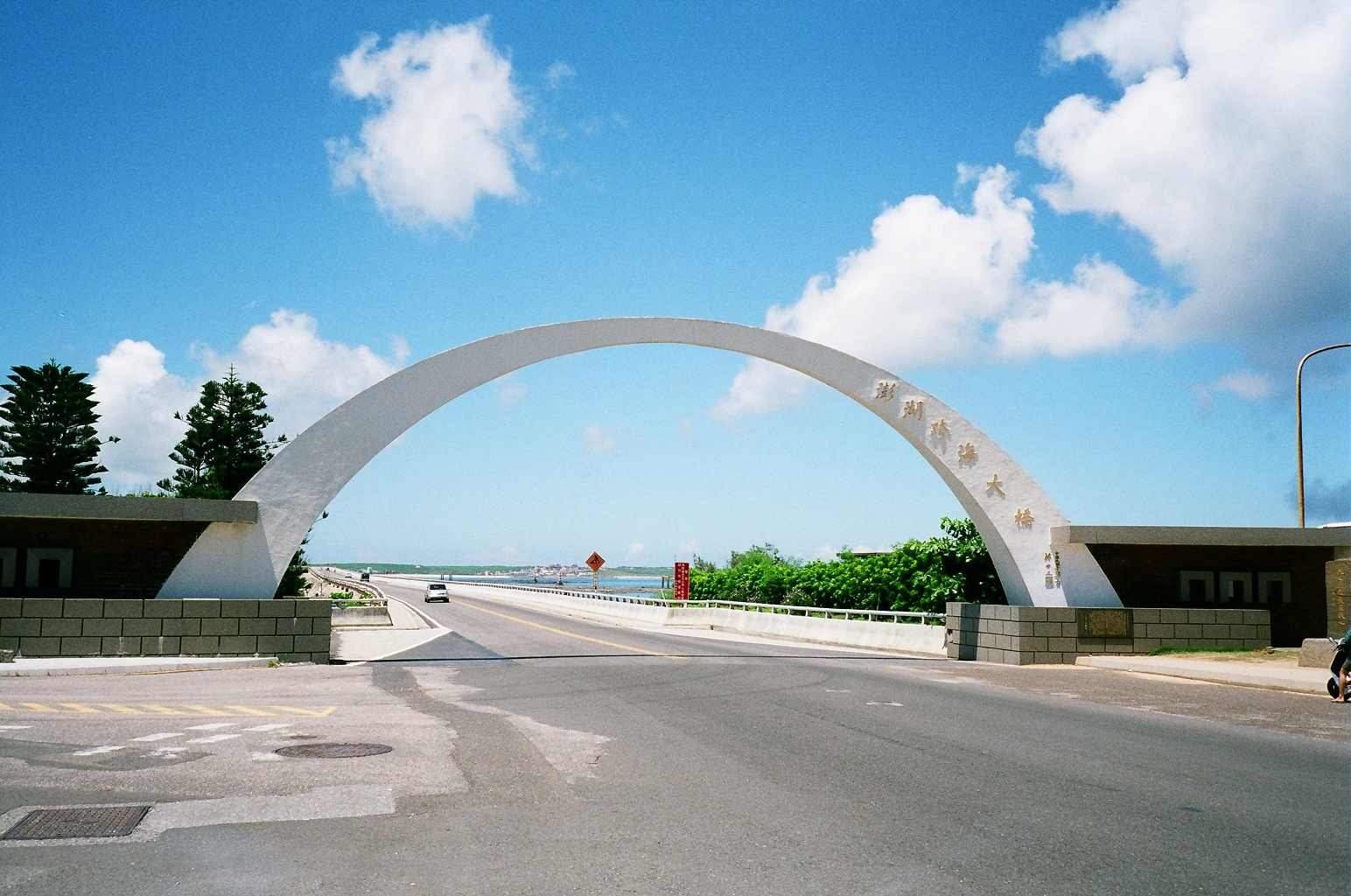
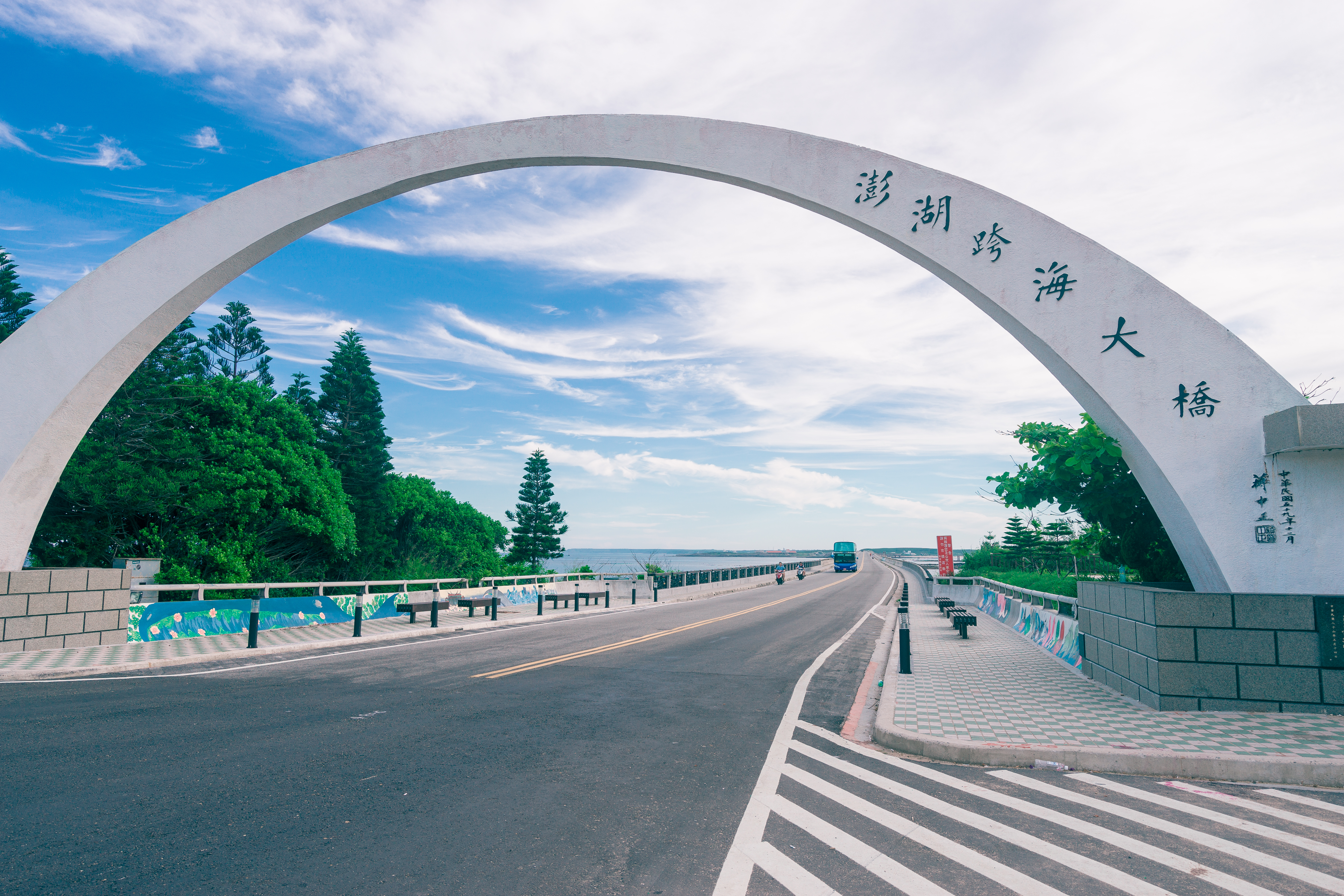
通樑村のアーチゲート
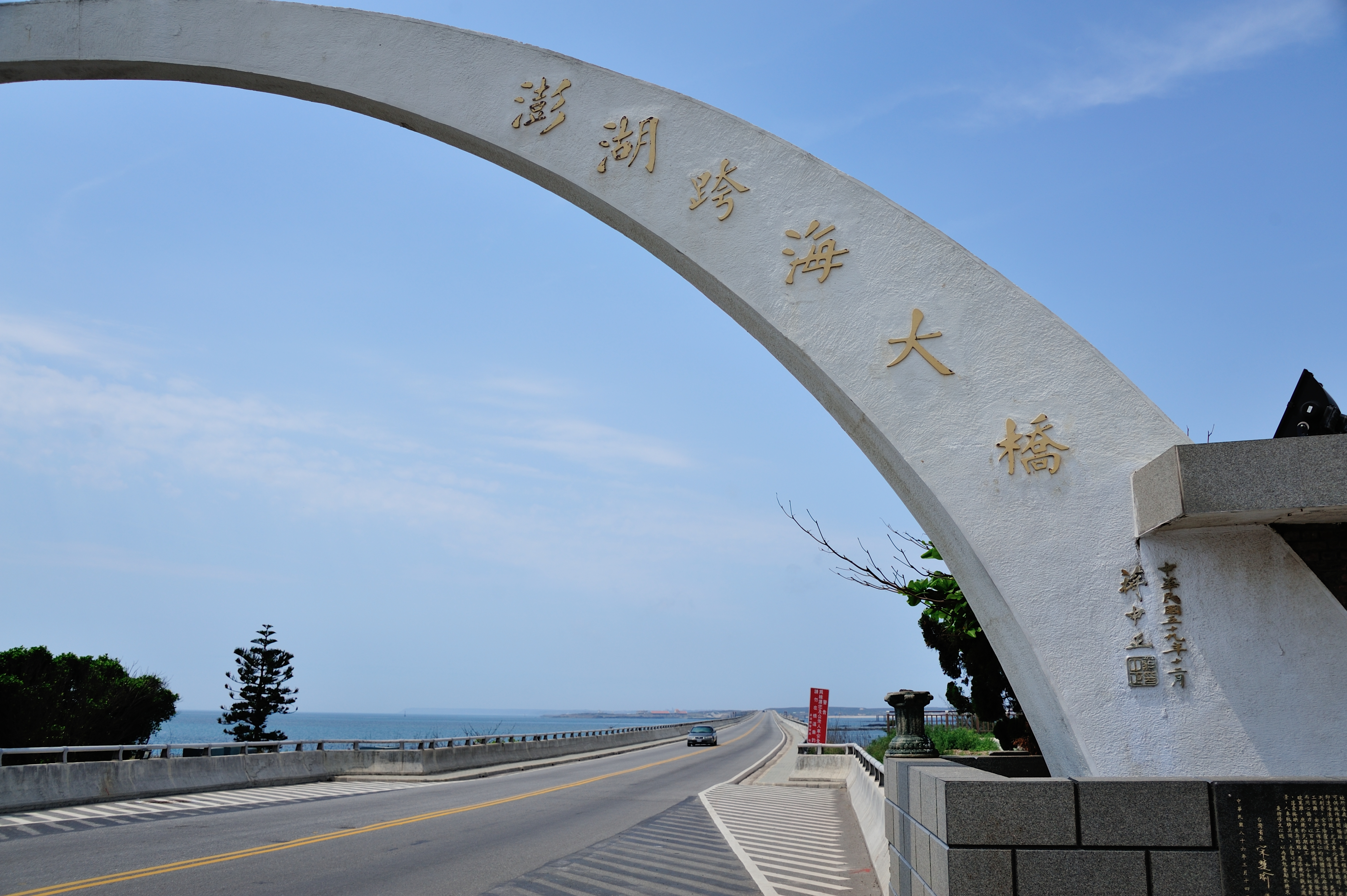
蔣介石の揮毫
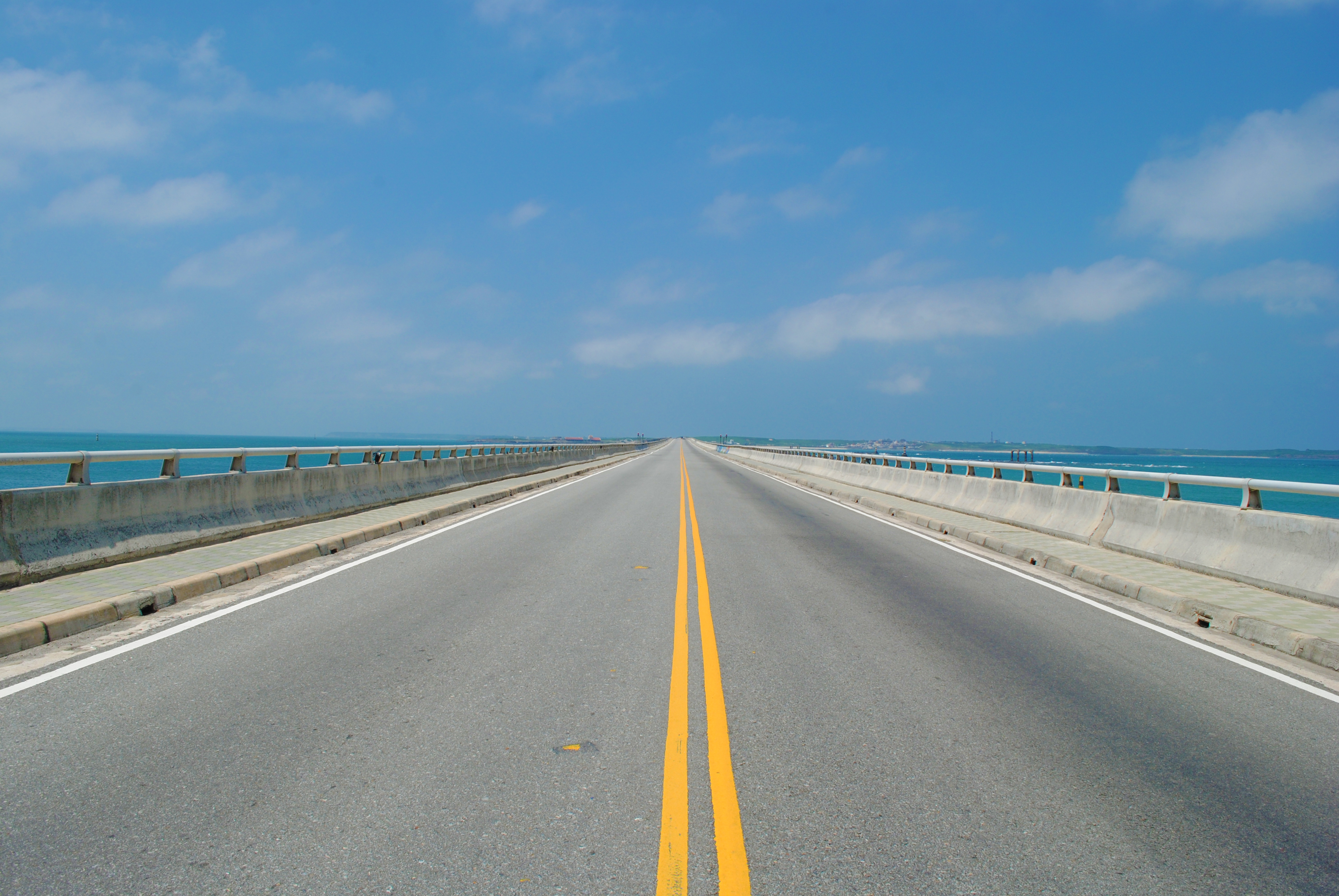
路面
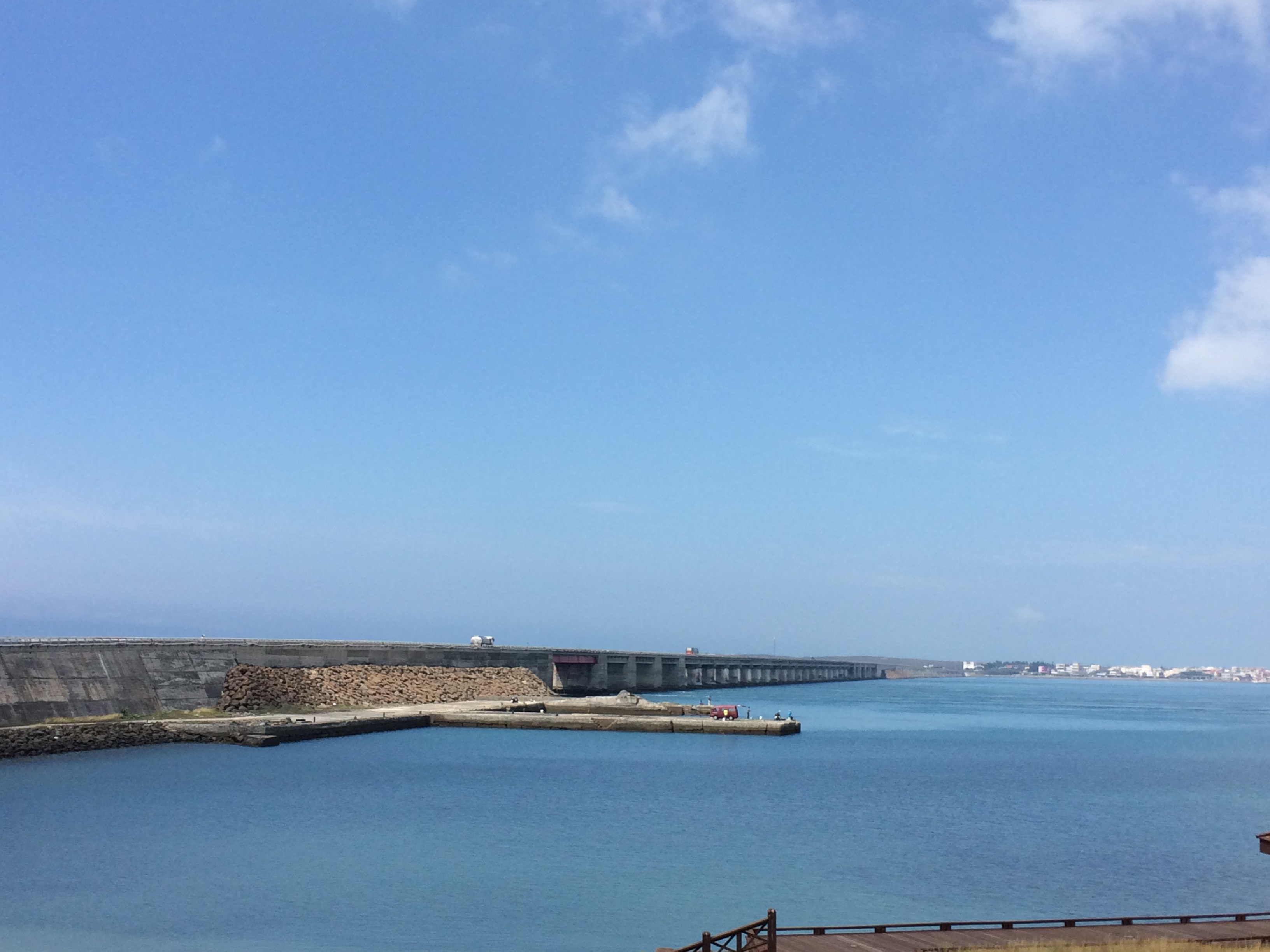
陸地側からの全景
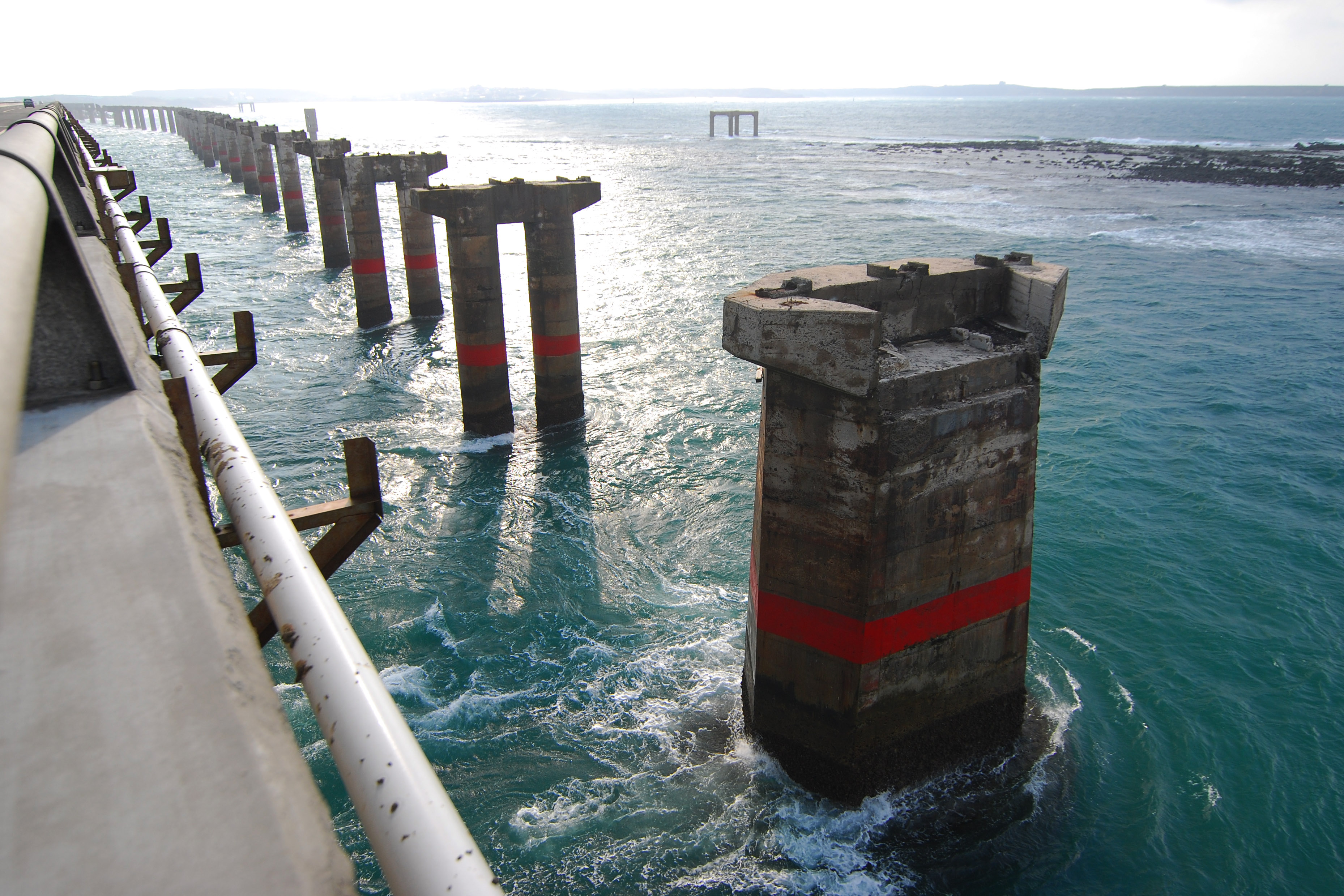
跨海大橋旧橋
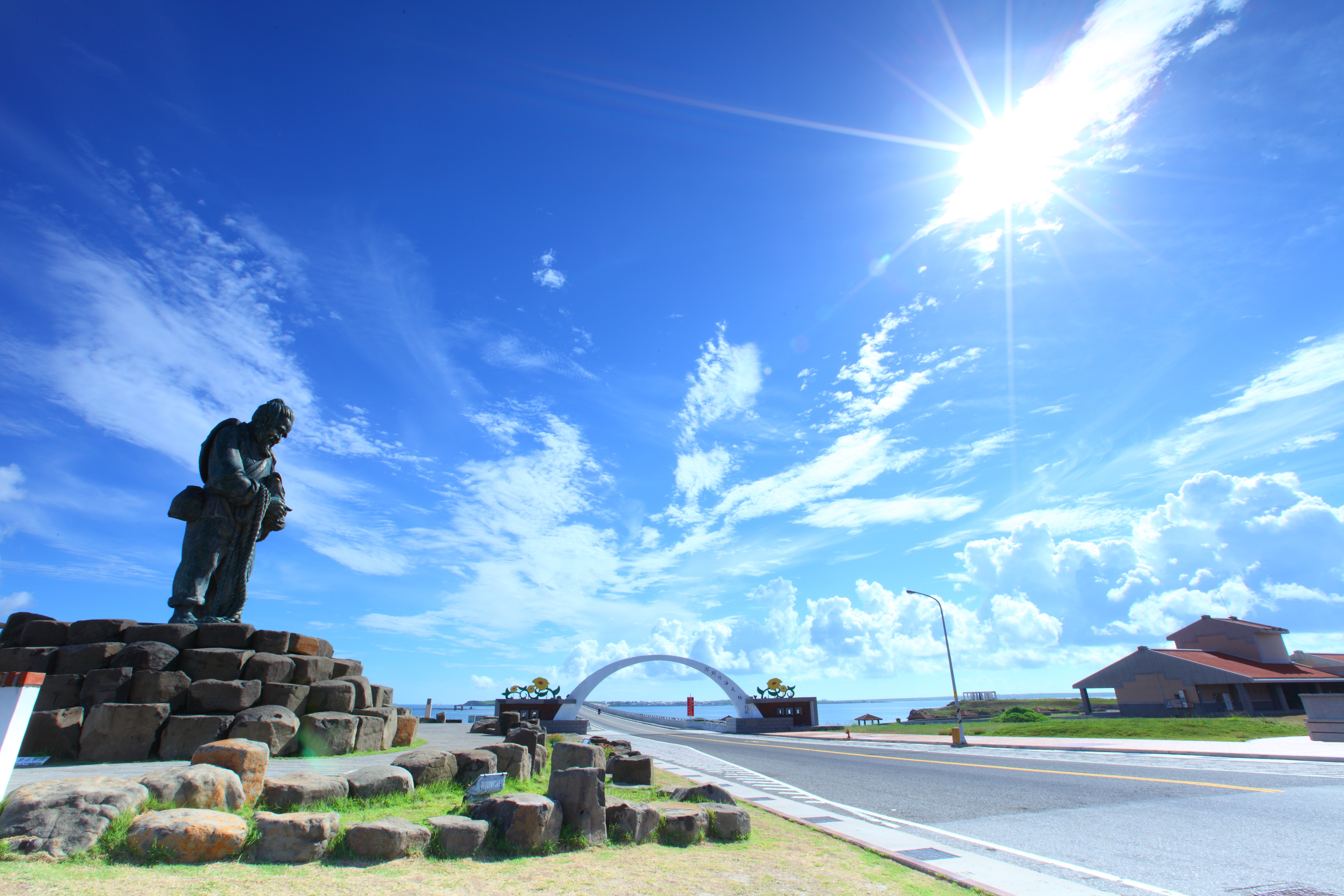
西嶼側終端
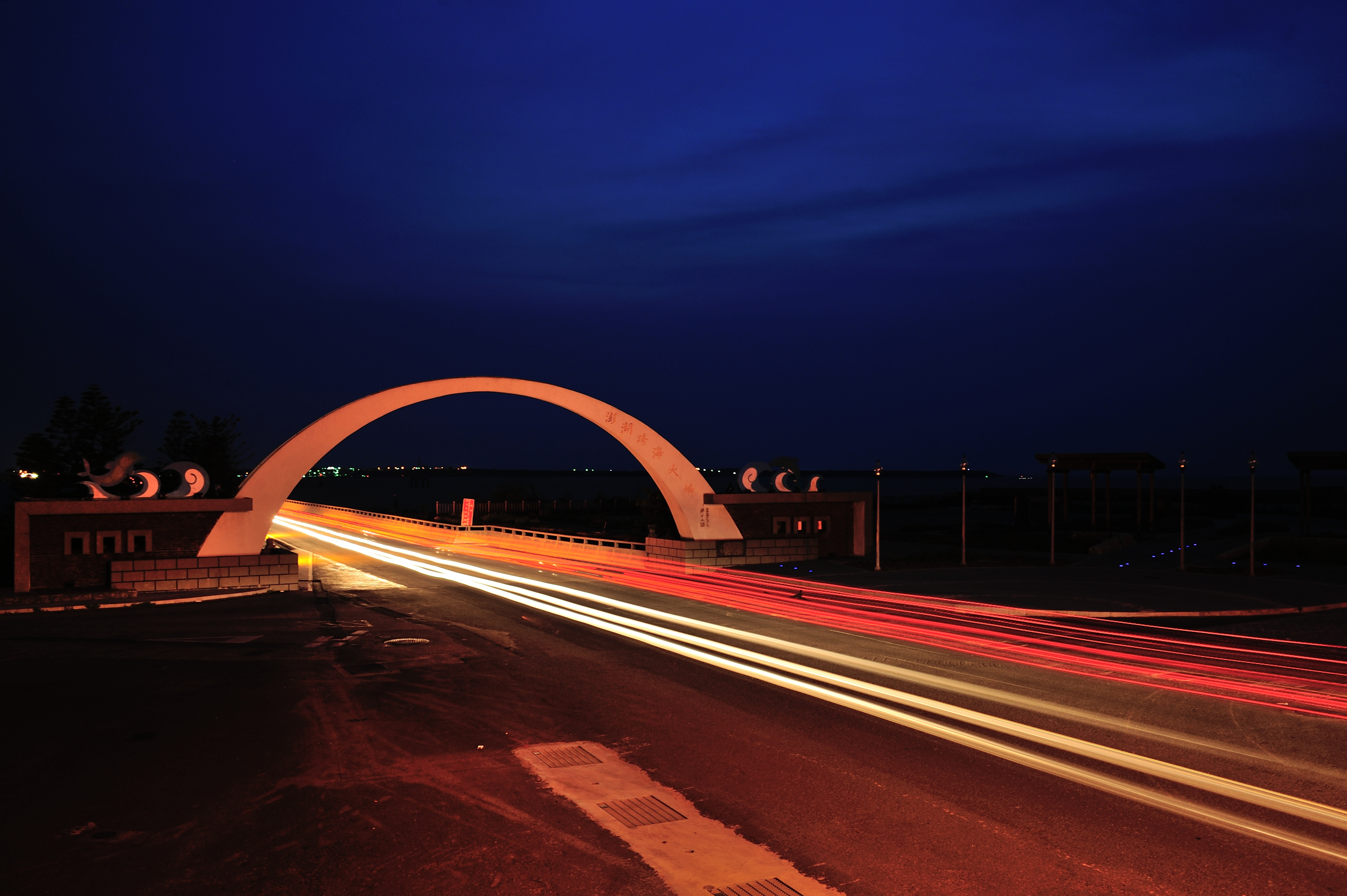
夜景

### 註釈
1. ↑  中国語の『東亞第一座深海大橋』、英語の『the first deep-sea bridge in East Asia.』という表現は『外海の』という意味合いで使われていると解釈できる[6][5]。つまり本土近海に接する海上橋ではなく、台湾本土から数十km離れた東シナ海のような大洋上の離島として、という条件下でということになる。瀬戸内海の多くの橋や韓国の影島大橋（1934年竣工）や莞島大橋（1962年）のような内海あるいは近海の島と本土を結ぶ海上橋を除外する基準で台湾行政当局が解釈をしていると考えれられる。